# Viện Trần Nhân Tông
Viện Trần Nhân Tông là một trong 5 viện nghiên cứu của Đại học Quốc gia Hà Nội được Thủ tướng Chính phủ thành lập, là đơn vị nghiên cứu chuyên sâu về Phật học, tư tưởng Trần Nhân Tông, là cơ sở giáo dục đầu tiên của Việt Nam tiên phong trong đào tạo nhân lực chất lượng cao về Phật học.

## Thành lập và phát triển
Ngày 01/9/2016, Thủ tướng Chính phủ ký Quyết định số 1717/QĐ-TTg về việc thành lập Viện Trần Nhân Tông thuộc Đại học Quốc gia Hà Nội. Ngày 22/2/2017, Viện Trần Nhân Tông tổ chức Lễ ra mắt và công bố các Quyết định bổ nhiệm Viện trưởng, Phó Viện trưởng.
ĐHQGHN cũng chuẩn bị cho những nghiên cứu sâu về Phật học và thiền phái Trúc Lâm, đồng thời xây dựng Bộ cơ sở dữ liệu cũng như những kế hoạch nghiên cứu lâu dài. Đặc biệt những chuẩn bị về nguồn nhân lực để triển khai các hoạt động Viện gồm đội ngũ các nhà khoa học đến từ ĐHQGHN cùng các đơn vị trong và ngoài nước, có cả những nhà tu hành được đào tạo bài bản ở nước ngoài cùng tham gia.
ĐHQGHN đã giao cho Viện Trần Nhân Tông quản lý và sử dụng 5 phòng làm việc tại tầng 8, Tòa nhà C1T - số 144 Xuân Thủy, Cầu Giấy, Hà Nội, với tổng diện tích khoảng 350m2. Viện sẽ được xây dựng cơ sở mới khang trang tại núi Hòa Quang, trong khu đô thị ĐHQGHN tại Hòa Lạc.
ĐHQGHN cho biết sẽ quyết tâm xây dựng Viện Trần Nhân Tông trở thành Viện nghiên cứu chuyên sâu, đào tạo nhân lực bậc cao về Phật học, đóng góp tích cực vào sự nghiệp phát triển đất nước, phát triển con người.
Khóa đào tạo Tiến sĩ Phật học đầu tiên của Việt Nam tuyển sinh vào tháng 09/2017. Đề án thí điểm đào tạo tiến sĩ Phật học sẽ được thiết kế dựa theo thông lệ đào tạo tiến sĩ Phật học trên thế giới, chú ý tới đặc điểm Phật giáo Việt Nam, Trúc Lâm và tư tưởng Trần Nhân Tông.

## Sứ mệnh và nhiệm vụ
Viện Trần Nhân Tông có chức năng, nhiệm vụ chính: Nghiên cứu các di sản, giá trị văn hóa và sự nghiệp của Trần Nhân Tông, giá trị văn hóa, tư tưởng thời nhà Trần và các vấn đề liên quan; tư vấn chính sách về phát triển, bảo tồn và phát huy di sản, giá trị văn hóa Trần Nhân Tông và văn hóa truyền thống của dân tộc; thực hiện hoạt động đào tạo về các chuyên ngành có liên quan, tổ chức các khóa đào tạo, bồi dưỡng ngắn hạn có liên quan theo quy định hiện hành, tổ chức các hoạt động xã hội kết nối yêu thương, giao lưu văn hóa trong và ngoài nước để tăng cường tình hữu nghị nhân dân các nước.
Nằm trong lòng ĐHQGHN – đại học hàng đầu của Việt Nam, Viện Trần Nhân Tông sẽ là nơi từ góc độ học thuật tôn lên dòng lành mạnh, chân tu và trí tuệ của Phật giáo, góp phần phát triển tinh hoa tốt đẹp của Phật giáo mang bản sắc Việt Nam, của tư tưởng Trần Nhân Tông và văn hóa đời Trần, cũng như văn hóa truyền thống Việt Nam nói chung, góp phần vào sự nghiệp xây dựng con người Việt Nam mới trong thời đại toàn cầu hóa.

## Đào tạo
Viện thực hiện hoạt động đào tạo, bồi dưỡng về các chuyên ngành, lĩnh vực có liên quan theo quy định hiện hành, cụ thể như sau:
- Tổ chức đào tạo Tiến sĩ chuyên ngành Phật học và các chuyên ngành có liên quan.
- Tổ chức các khóa đào tạo, bồi dưỡng ngắn hạn, phổ biến kiến thức về văn hóa truyền thống, tư tưởng Trần Nhân Tông và Phật giáo Trúc Lâm.
- Tổ chức các chương trình đào tạo nghiên cứu, ứng dụng khác về Phật học và văn hóa truyền thống Việt Nam.
- Hỗ trợ và phối hợp với các cơ sở giáo dục trong các hoạt động đào tạo có liên quan đến Phật học, văn hóa truyền thống dân tộc.

Các chương trình đang triển khai:
- Chương trình đào tạo Tiến sĩ Phật học.
- Chương trình bồi dưỡng kiến thức chuyên ngành Phật học.
- Chương trình đào tạo ngắn hạn Hán-Nôm Phật học.

Các chương trình sẽ triển khai:
- Quản lí tự viện,
- Tiếng Phạn,
- Tiếng Pali.

## Nghiên cứu
Viện Trần Nhân Tông là cơ sở đầu tiên trong hệ thống giáo dục quốc dân của Việt Nam tiên phong trong đào tạo nhân lực chất lược cao về Phật học. Công tác nghiên cứu khoa học của Viện lấy đối tượng nghiên cứu là văn hóa truyền thống và điểm nhấn là lịch sử và văn hóa đời Trần, đặc biệt là nhân vật Trần Nhân Tông và Phật giáo Trúc Lâm làm trọng điểm.
Viện Trần Nhân Tông đã và đang triển khai các nhiệm vụ NCKH dài hạn, trung hạn, hàng năm, bao gồm các chương trình nghiên cứu, hệ thống đề tài, đề án NCKH, các dự án đầu tư về khoa học công nghệ, tổ chức các hội nghị, hội thảo khoa học và các hoạt động khác có liên quan đến NCKH của cán bộ giảng viên, nghiên cứu viên và học viên); tổ chức ứng dụng các kết quả NCKH của Viện vào giảng dạy và học tập trong và ngoài Viện; chủ trì, phối hợp tổ chức các hội nghị, hội thảo khoa học; phát triển nhóm nghiên cứu chuyên sâu và các sản phẩm NCKH đặc trưng của đơn vị.
Lĩnh vực nghiên cứu khoa học và công nghệ của Viện Trần Nhân Tông có tính đặc thù và có tính liên ngành cao. Trong đó, Viện chủ trương hướng nghiên cứu vừa có tính lý luận, vừa có tính ứng dụng thực tiễn vào trong đời sống xã hội. Trong đó ba hướng nghiên cứu mà Viện Trần Nhân Tông có thế mạnh đó là:
- Kinh điển và triết học Phật giáo
- Lịch sử và văn hóa Phật giáo
- Phật giáo và các vấn đề đương đại

Thế mạnh và khả năng tích hợp liên ngành của các công trình nghiên cứu thuộc lĩnh vực khoa học công nghệ của Viện Trần Nhân Tông sẽ phát huy hiệu quả và ứng dụng vào trong thực tiễn đời sống văn hóa, xã hội, góp phần bảo tồn và phát huy các giá trị di sản văn hóa Phật giáo Trúc Lâm, giá trị văn hóa, tư tưởng thời nhà Trần và các vấn đề liên quan. Từ đó tư vấn chính sách về phát triển, bảo tồn và phát huy di sản, giá trị văn hóa Trần Nhân Tông và văn hóa truyền thống của dân tộc.

## Hợp tác trong và ngoài nước
Viện Trần Nhân Tông luôn chủ trương ưu tiên phát triển hợp tác lâu dài, tin cậy với các Học viện Phật giáo, các trường đại học, các tổ chức khoa học và giáo dục có uy tín trong nước và trên thế giới. Bên cạnh đó, Viện cũng chú trọng phát triển quan hệ với các tập đoàn, các doanh nghiệp trong và ngoài nước dưới hình thức hợp tác nghiên cứu khoa học ứng dụng Phật học vào trong đời sống văn hóa xã hội. Cùng với đó, các chương trình liên kết đào tạo trong nước và quốc tế cũng như việc hợp tác cùng nhau tổ chức các hội thảo khoa học quốc tế hay trao đổi cán bộ giảng viên, nghiên cứu viên, học viên v.v. cũng là một trong những nhiệm vụ trọng tâm trong công tác hợp tác phát triển của Viện.
Đến nay, Viện Trần Nhân Tông đã đặt quan hệ hợp tác với các trường đại học, học viện có uy tín trong nước và quốc tế. Ví như: Giáo hội Phật giáo Việt Nam, Học viện Phật giáo Việt Nam tại Hà Nội, Học viện Phật giáo tại TP. Hồ Chí Minh, Học viện Phật giáo tại Huế, Học viện Phật giáo Việt Nam tại Cần Thơ, Phật Quang Sơn Đài Loan (Trung Quốc), Pháp Cổ Sơn Đài Loan (Trung Quốc), Đại học Nam Hoa Đài Loan (Trung Quốc), Đại học Shukutoku Nhật Bản, v.v..
Mục tiêu là hợp tác hiệu quả, công bằng, hai bên cùng có lợi và phát triển là quan điểm hợp tác của Viện Trần Nhân Tông. Trong đó, kết hợp hài hòa giữ hợp tác trong nước và hợp tác quốc tế, thông qua đó quảng bá hình ảnh, thương hiệu của Viện Trần Nhân Tông nói riêng và của ĐHQGHN nói chung, từng bước đưa Viện Trần Nhân Tông thuộc ĐHQGHN trở thành Viện nghiên cứu đào tạo nhân lực về Phật học chất lượng cao của cả nước và hướng ra thế giới.